# Uniwersytet Kalifornijski w Santa Cruz
Uniwersytet Kalifornijski w Santa Cruz (ang. University of California, Santa Cruz), skrót UCSC – jeden z dziesięciu kampusów Uniwersytetu Kalifornijskiego. Położony w Santa Cruz w Kalifornii nad Zatoką Monterey.

## Historia
Uczelnie założono w 1965. Od 2019 jest członkiem Association of American Universities.

## Sport
Przy uczelni działa akademicki klub sportowy UC Santa Cruz Banana Slugs zrzeszony w National Collegiate Athletic Association, drużyny występują w NCAA Division III.